# Бєланов Ігор Іванович
І́гор Іва́нович Бєла́нов (нар. 25 вересня 1960, Одеса) — український футболіст, нападник. Володар «Золотого м'яча» 1986 р. Віце-чемпіон Європи-1988. Володар Кубка кубків-1986. Заслужений майстер спорту СРСР (1986).

## Життєпис
Вихованець ДЮСШ СКА (Одеса). Перший тренер — Едуард Іванович Масловський.
Кар'єру гравця Беланов розпочав у складі одеського СКА (1979—1980). В 1981—1984 роках грав за «Чорноморець» з Одеси, у складі якого входив в списки найкращих футболістів УРСР (1984). Будучи гравцем одеської команди, почав залучатися до матчів олімпійської збірної СРСР, зігравши в 1983 році в її складі в двох офіційних матчах.
На початку 1985 року перейшов до київського «Динамо». Успішно грав за першу збірну СРСР. На чемпіонаті світу у Мексиці у 1986 році Бєланов забив 3 голи збірній Бельгії в 1/8 фіналу і став єдиним радянським футболістом, який забив три голи в одному матчі фінальної стадії чемпіонату світу. Третій гол був забитий з пенальті. За блискавичну гру на чемпіонаті світу і неабиякі швидкісні якості Бєланова прозвали «кульова блискавка». У фіналі Чемпіонату Європи 1988 р. не забив пенальті в основний час за рахунку 2:0 на користь голландців — м'яч улучив у бутс воротаря.
8 квітня 2017 року стартував перший чемпіонат Ігоря Бєланова — «Belanov Football League».
У квітні 2022 року під час нової фази російсько-української війни він записався до лав територіальної оборони для захисту України.

## Титули і досягнення
- Віце-чемпіон Європи: 1988
- Володар Кубка володарів кубків УЄФА: 1986
- Чемпіон СРСР (2): 1985, 1986
- Володар Кубка СРСР (3): 1985, 1987, 1990
- Володар Суперкубка СРСР: 1985, 1986
- Срібний призер чемпіонату СРСР: 1988
- Бронзовий призер чемпіонату СРСР: 1989
- Срібний призер чемпіонату України: 1996
- «Золотий м'яч»: найкращому футболісту Європи 1986 року.
- Учасник чемпіонату світу: 1986 року.

### Державні нагороди
- Орден «За заслуги» I ст. (13 травня 2016) — за вагомі особисті заслуги у розвитку і популяризації вітчизняного футболу, піднесення міжнародного спортивного престижу України та з нагоди 30-річчя перемоги у фінальному матчі Кубка володарів кубків УЄФА, здобутої під керівництвом головного тренера футбольного клубу «„Динамо“ Київ», Героя України Лобановського Валерія Васильовича[4][5]
- Орден князя Ярослава Мудрого V ст. (10 вересня 2020) — за вагомий особистий внесок у розвиток та популяризацію фізичної культури і спорту в Україні, досягнення високих спортивних результатів та багаторічну плідну професійну діяльність[6]

| Дата       | Місто              | Господарі  | Результат  | Гості      | Турнір               | Голи | Примітки |
| ---------- | ------------------ | ---------- | ---------- | ---------- | -------------------- | ---- | -------- |
| 2-5-1985   | Москва             | СРСР       | 4 – 0      | Швейцарія  | Відбір до ЧС 1986    | -    | 79'      |
| 5-6-1985   | Копенгаген         | Данія      | 4 – 2      | СРСР       | Відбір до ЧС 1986    | -    | 70'      |
| 7-8-1985   | Москва             | СРСР       | 2 – 0      | Румунія    | товариський матч     | -    | 80'      |
| 7-5-1986   | Москва             | СРСР       | 0 – 0      | Фінляндія  | товариський матч     | -    |          |
| 2-6-1986   | Ірапуато           | СРСР       | 6 – 0      | Угорщина   | ЧС 1986 - 1-й етап   | 1    | 69'      |
| 5-6-1986   | Леон               | Франція    | 1 – 1      | СРСР       | ЧС 1986 - 1-й етап   | -    | 33'      |
| 9-6-1986   | Ірапуато           | Канада     | 0 – 2      | СРСР       | ЧС 1986 - 1-й етап   | -    | 56'      |
| 15-6-1986  | Леон               | СРСР       | 3 – 4 д.ч. | Бельгія    | ЧС 1986 - 1/8 фіналу | 3    |          |
| 20-8-1986  | Гетеборг           | Швеція     | 0 – 0      | СРСР       | товариський матч     | -    |          |
| 11-10-1986 | Париж              | Франція    | 0 – 2      | СРСР       | Відбір до ЧЄ 1988    | 1    |          |
| 29-10-1986 | Сімферополь        | СРСР       | 4 – 0      | Норвегія   | Відбір до ЧЄ 1988    | 1    |          |
| 18-2-1987  | Суонсі             | Уельс      | 0 – 0      | СРСР       | товариський матч     | -    | 75'      |
| 18-4-1987  | Тбілісі            | СРСР       | 1 – 3      | Швеція     | товариський матч     | -    |          |
| 29-4-1987  | Київ               | СРСР       | 2 – 0      | НДР        | Відбір до ЧЄ 1988    | 1    | 65'      |
| 3-6-1987   | Осло               | Норвегія   | 0 – 1      | СРСР       | Відбір до ЧЄ 1988    | -    | 78'      |
| 29-8-1987  | Белград            | Югославія  | 0 – 1      | СРСР       | товариський матч     | -    | 46'      |
| 9-9-1987   | Москва             | СРСР       | 1 – 1      | Франція    | Відбір до ЧЄ 1988    | -    | 46'      |
| 28-10-1987 | Москва             | СРСР       | 2 – 0      | Ісландія   | товариський матч     | 1    |          |
| 20-2-1988  | Барі               | Італія     | 4 – 1      | СРСР       | товариський матч     | -    | 46'      |
| 23-3-1988  | Марусі             | Греція     | 0 – 4      | СРСР       | товариський матч     | -    | 72'      |
| 31-3-1988  | Західний Берлін    | Аргентина  | 2 – 4      | СРСР       | товариський матч     | -    | 75'      |
| 1-6-1988   | Москва             | СРСР       | 2 – 1      | Польща     | товариський матч     | -    | 56'      |
| 12-6-1988  | Кельн              | СРСР       | 1 – 0      | Нідерланди | ЧЄ 1988 - 1-й етап   | -    | 79'      |
| 15-6-1988  | Ганновер           | Ірландія   | 1 – 1      | СРСР       | ЧЄ 1988 - 1-й етап   | -    |          |
| 18-6-1988  | Франкфурт-на-Майні | Англія     | 1 – 3      | СРСР       | ЧЄ 1988 - 1-й етап   | -    | 44'      |
| 25-6-1988  | Мюнхен             | Нідерланди | 2 – 0      | СРСР       | ЧЄ 1988 - Фінал      | -    |          |
| 17-8-1988  | Турку              | Фінляндія  | 0 – 0      | СРСР       | товариський матч     | -    |          |
| 21-9-1988  | Дюссельдорф        | НДР        | 1 – 0      | СРСР       | товариський матч     | -    |          |
| 21-11-1988 | Дамаск             | Сирія      | 0 – 2      | СРСР       | товариський матч     | -    | 65'      |
| 23-11-1988 | Ель-Кувейт         | Кувейт     | 0 – 1      | СРСР       | товариський матч     | -    | 30'      |
| 27-11-1988 | Ель-Кувейт         | Кувейт     | 0 – 2      | СРСР       | товариський матч     | -    | 70'      |
| 21-2-1989  | Софія              | Болгарія   | 1 – 2      | СРСР       | товариський матч     | -    | 46'      |
| 25-4-1990  | Дублін             | Ірландія   | 1 – 0      | СРСР       | товариський матч     | -    |          |
| Усього     |                    | Матчів     | 33         |            | Голів                | 8    |          |